# Antiespaña
Antiespaña (o anti-España) es un concepto nacionalista excluyente que identifica como antiespañol (contrario a lo español y enemigo de España), a toda persona, idea o institución, sea española o extranjera, que sea considerada contraria a una particular idea de España: la que la identifica con el catolicismo en su versión más intransigente (que habría caracterizado presuntamente la historia del cristianismo en España, simbolizada en la Contrarreforma y el Concilio de Trento —«luz de Trento, martillo de herejes»—), con una idea alternativa del Imperio español (en cuanto a exposición de las virtudes de la presunta raza española, especialmente durante la conquista de América y en una reconstrucción de la idea imperial de Carlos V) y un concepto de unidad en lo nacional, territorial y cultural.

## Historia
El término fue acuñado inicialmente a finales del siglo XIX, en el contexto de la denominada cuestión universitaria que enfrentaba a los krausistas (el grupo de intelectuales en torno a la Institución Libre de Enseñanza) frente a los casticistas, reaccionarios o neocatólicos, representados por Marcelino Menéndez y Pelayo (La ciencia española, 1887; Historia de los heterodoxos españoles, 1882).
El concepto de antiespaña y el uso como descalificativo del término antiespañol, fueron aplicados extensamente por la corriente reaccionaria del nacionalismo español a lo largo del siglo XX, que completa un proceso de identificación precisa de un enemigo interior, el anticlericalismo, los nacionalismos separatistas y el movimiento obrero; especialmente durante la guerra civil española (identificando al autodenominado bando nacional con los salvadores de España y al bando republicano con los enemigos de España -se decía Entra España cuando el ejército sublevado tomaba una localidad y se denominaba Alzamiento Nacional a la sublevación, Cruzada de Salvación Nacional a la propia guerra y Movimiento Nacional al mecanismo totalitario de encuadramiento político y social en torno al general Franco) y el régimen franquista (identificando particularmente a la antiespaña con la denominada conspiración judeomasónica y, de hecho, con cualquier forma de oposición al franquismo -lo que produjo denominaciones peyorativas del tipo contubernio de Múnich, y encontró un modo recurrente de expresarse a través de los lemas del franquismo).

## Conceptos relacionados
No conviene confundir el concepto de antiespaña con otros conceptos relacionados (unos similares, otros opuestos, todos pertenecientes al mismo campo semántico y a veces en coincidencia en la misma persona, institución, hecho o proceso histórico): el de leyenda negra antiespañola (original de Julián Juderías, 1913); con el antiespañolismo propio de algunos nacionalismos periféricos (especialmente el nacionalismo vasco de Sabino Arana, desde 1893); con la hispanofobia, sentimiento de aversión hacia lo español (coincidente en forma con la anglofobia, la germanofobia o la francofobia); con un sentimiento opuesto, la hispanofilia (ídem con la anglofilia, germanofilia o francofilia); con un campo de conocimiento, el hispanismo; o con el concepto de Hispanidad (original de Zacarías de Vizcarra, 1926).

## Galería

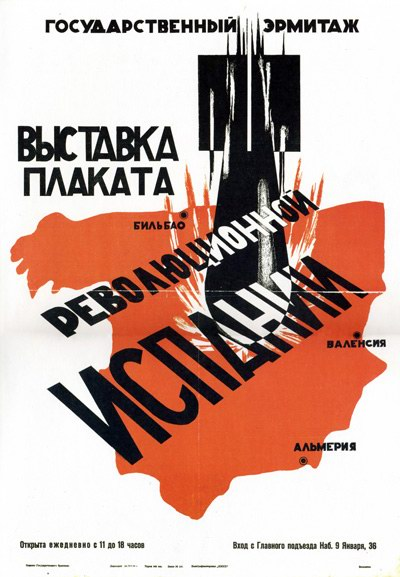
Anuncio de la exposición de carteles de "La España revolucionaria" en el Museo del Ermitage en Leningrado, 1936.[nota 1]
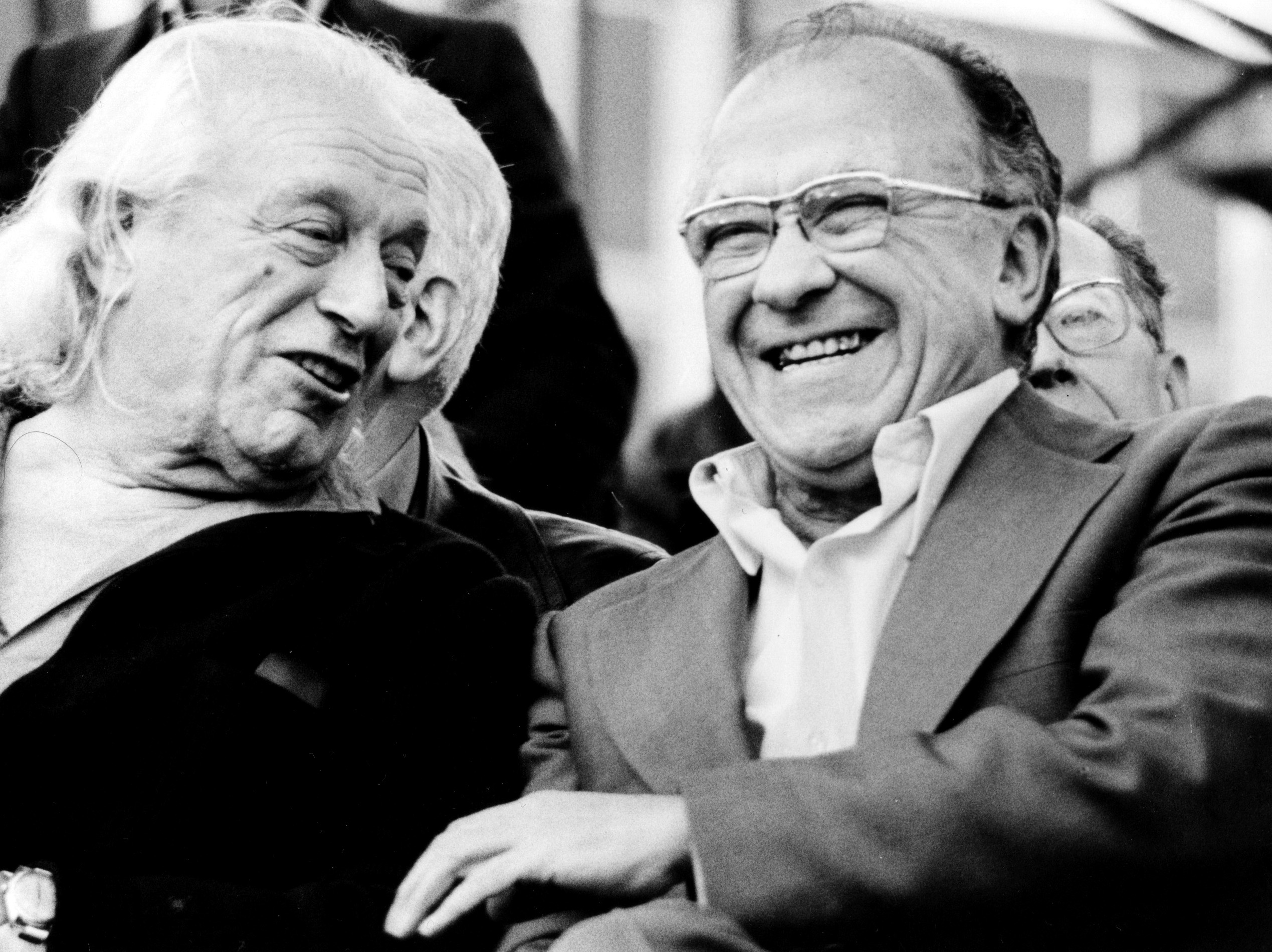
Santiago Carrillo y Rafael Alberti en la Fiesta del PCE de 1978.[nota 2]
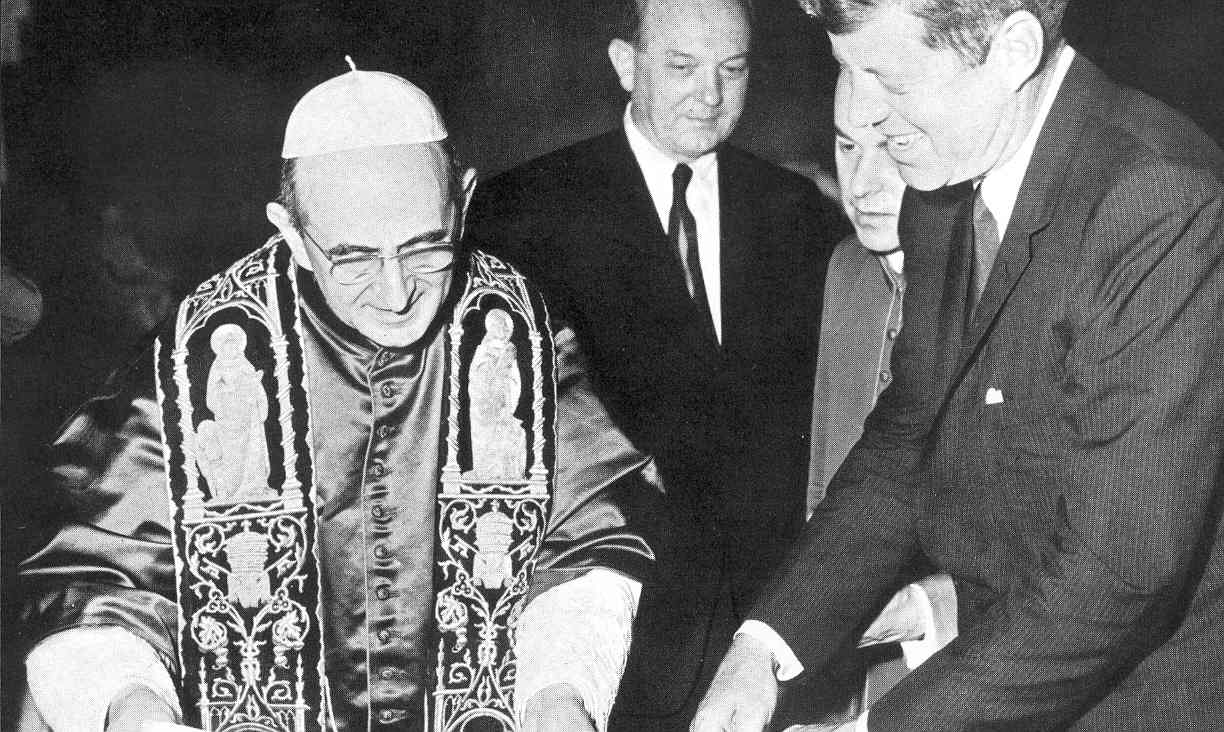
John F. Kennedy y Pablo VI.[nota 3]